# Оробинский
Оробинский — хутор в Воронежской области России.
Входит в состав Дерезовского сельского поселения.

## География
Находится в 35 км от районного центра села Верхний Мамон.

### Улицы
- ул. Мира,
- ул. Советская,
- ул. Школьная.

## Население
| 1859 | 1897 | 2010 |
| ---- | ---- | ---- |
| 456  | ↗712 | ↘174 |